# Veynes
Veynes (Vèino ou Vèina en provençal vivaro-alpin) est une commune française située dans le département des Hautes-Alpes, en région Provence-Alpes-Côte d'Azur.
Ses habitants sont appelés les Veynois.

## Géographie
La ville de Veynes est située dans la moyenne vallée du Petit Buëch, qui sépare le Dévoluy des massifs de Céüze, Aujour et Saint-Genis qui le prolongent au sud. Cette vallée forme un passage d'orientation nord-est - sud-ouest entre le bassin de Gap et la vallée du Buëch, et au-delà la vallée du Rhône par le col de Cabre ou la vallée de l'Eygues.
La vallée, en pente légère (1 % en moyenne de la Roche-des-Arnauds au confluent des deux Buëch), est propice aux cultures, mais soumise aux crues du Petit Buëch et de ses affluents (Béoux, Drouzet, Glaisette), tous de régime torrentiel.
La ville s'est installée sur la rive droite du Petit Buëch le long de la Glaisette, à l'abri de la montagne des Eygaux qui la protège des vents d'ouest. Les espaces cultivables sont nombreux, dans la vallée et dans les vallons adjacents (Saint-Marcellin, Glaise, Châteauvieux, le Béoux). La montagne, au nord, est couverte de forêts exploitées.

### Climat
Pour des articles plus généraux, voir Climat de Provence-Alpes-Côte d'Azur et Climat des Hautes-Alpes.
En 2010, le climat de la commune est de type climat méditerranéen altéré, selon une étude du Centre national de la recherche scientifique s'appuyant sur une série de données couvrant la période 1971-2000. En 2020, Météo-France publie une typologie des climats de la France métropolitaine dans laquelle la commune est exposée à un climat de montagne ou de marges de montagne et est dans la région climatique Alpes du sud, caractérisée par une pluviométrie annuelle de 850 à 1 000 mm, minimale en été.
Pour la période 1971-2000, la température annuelle moyenne est de 9,6 °C, avec une amplitude thermique annuelle de 17,4 °C. Le cumul annuel moyen de précipitations est de 976 mm, avec 7,8 jours de précipitations en janvier et 5,3 jours en juillet. Pour la période 1991-2020, la température moyenne annuelle observée sur la station météorologique de Météo-France la plus proche, « Le Saix », sur la commune du Saix à 7 km à vol d'oiseau, est de 10,2 °C et le cumul annuel moyen de précipitations est de 865,4 mm. 
La température maximale relevée sur cette station est de 39,3 °C, atteinte le 23 août 2023 ; la température minimale est de −19 °C, atteinte le 7 février 2012,,.
Les paramètres climatiques de la commune ont été estimés pour le milieu du siècle (2041-2070) selon différents scénarios d'émission de gaz à effet de serre à partir des nouvelles projections climatiques de référence DRIAS-2020. Ils sont consultables sur un site dédié publié par Météo-France en novembre 2022.

## Urbanisme

### Typologie
Au 1er janvier 2024, Veynes est catégorisée bourg rural, selon la nouvelle grille communale de densité à 7 niveaux définie par l'Insee en 2022.
Elle appartient à l'unité urbaine de Veynes, une agglomération intra-départementale dont elle est ville-centre,. Par ailleurs la commune fait partie de l'aire d'attraction de Gap, dont elle est une commune de la couronne,. Cette aire, qui regroupe 73 communes, est catégorisée dans les aires de 50 000 à moins de 200 000 habitants,.

### Occupation des sols
L'occupation des sols de la commune, telle qu'elle ressort de la base de données européenne d’occupation biophysique des sols Corine Land Cover (CLC), est marquée par l'importance des forêts et milieux semi-naturels (77,7 % en 2018), en augmentation par rapport à 1990 (72,2 %). La répartition détaillée en 2018 est la suivante : 
forêts (57,1 %), milieux à végétation arbustive et/ou herbacée (15 %), zones agricoles hétérogènes (13,3 %), espaces ouverts, sans ou avec peu de végétation (5,7 %), zones urbanisées (4,4 %), terres arables (3,7 %), zones industrielles ou commerciales et réseaux de communication (0,4 %), prairies (0,4 %).
L'évolution de l’occupation des sols de la commune et de ses infrastructures peut être observée sur les différentes représentations cartographiques du territoire : la carte de Cassini (XVIIIe siècle), la carte d'état-major (1820-1866) et les cartes ou photos aériennes de l'IGN pour la période actuelle (1950 à aujourd'hui).

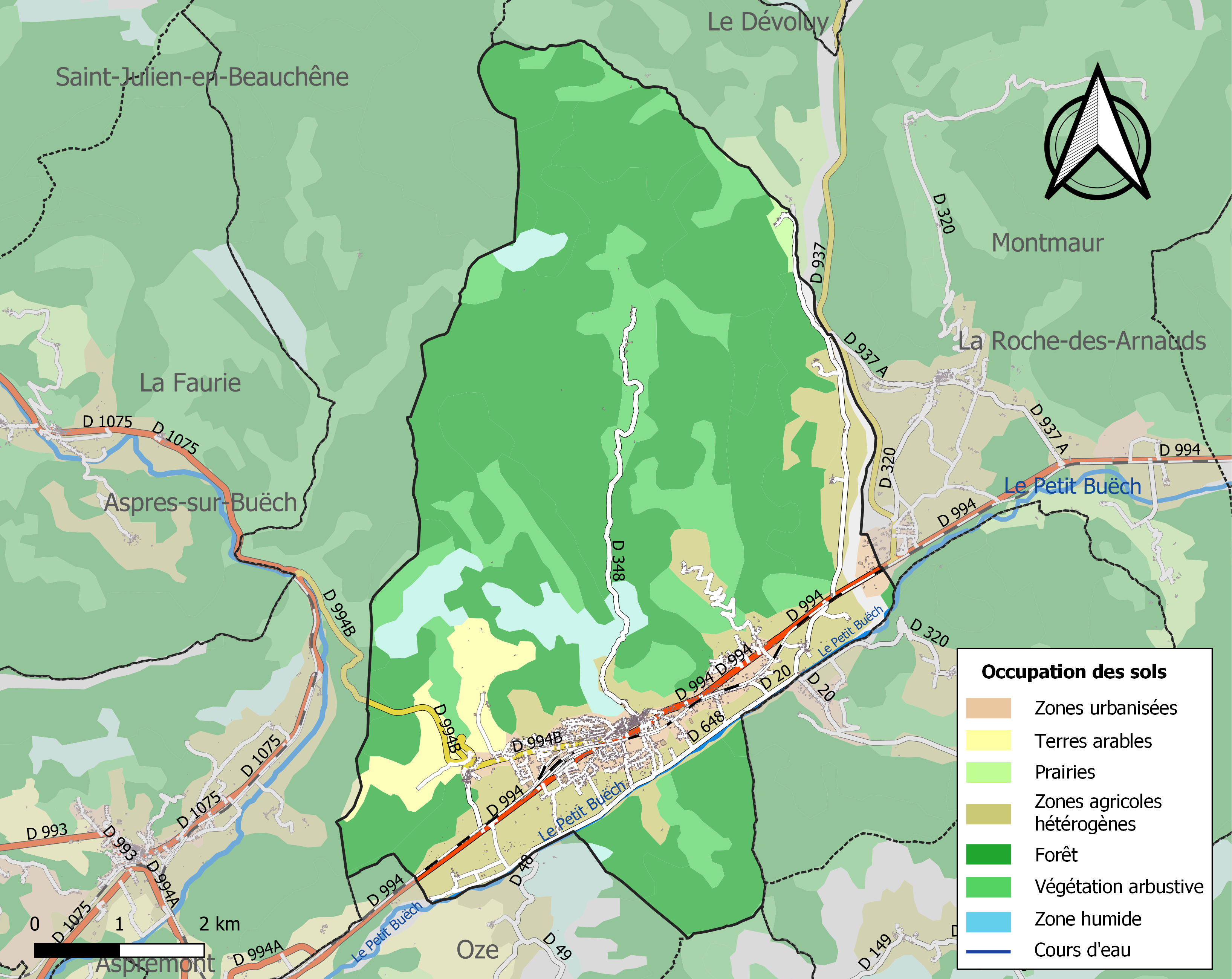
Carte de l'occupation des sols de la commune en 2018 (CLC).

## Toponymie
On trouve le nom Venavella en 739, dans le testament du patrice Abbon (cartulaire Saint-Hugues de Grenoble) mais le document original étant perdu, cette graphie n'est pas sûre et ne désigne pas forcément Veynes. En effet, d'autres chartes plus récentes donnent le nom  Vedenetto, 
(attesté en 1100) nom construit sur la même racine pré-celtique *ved- (hauteur) que Vedène et Vézénobres.
Le nom de la localité est, aussi, attesté sous les formes Vehenetum en 1135, Vedenez en 1140, Veene en 1150, Veyne dès 1516 dans les chartes de la chartreuse de Durbon ; Vèino en provençal.
Ce toponyme semble signifier la « colline ». Peut-être à cause de quelques roches ou éboulis assez significatifs qui ont maintenant disparu et qui ont imposé ce toponyme.

## Histoire

### Préhistoire
Le territoire communal est l'objet d'occupation humaine dès le néolithique moyen, environ 4000 ans avant notre ère. En 2024, au cours d'un chantier d'archéologie préventive avant un projet immobilier sur le secteur Saint-Marcellin-le-Plat, un ensemble de stèles monolithiques et de tumulus sont mis à jour, accompagnées de petit mobilier attribué à la culture chasséenne et de traces de gravure et de peinture,. L'ensemble du site dénote un site cultuel ou une nécropole, comme en témoignent des résidus de crémation humaine. Les analyses en laboratoire devront le déterminer, et le mobilier collecté sera ensuite confié au musée départemental à Gap.

### Antiquité
Du fait de sa situation géographique, Veynes a toujours été un lieu de passage. Une mutatio (halte), Dauianum, est citée en 333 dans le manuscrit anonyme appelé Pèlerinage de Bordeaux à Jérusalem, après la mansio de Mons Seleucus (La Bâtie-Montsaléon). Cette étape sur la voie romaine, se séparant à Vapincum (Gap) de la grande voie domitienne, se scindait elle-même peu à l'ouest, pour joindre d'une part Die et Valence et d'autre part Vaison et Orange. Un « chemin romain » est toujours visible au-dessus de l'entrée est de Veynes, mais il a été plusieurs fois remanié (dont au XIXe siècle). Il occupe toutefois probablement le tracé de la voie qu'emprunta Jules César se rendant en Gaule[réf. nécessaire].

### Moyen Âge
La première implantation du bourg, dans les années du Haut Moyen Âge, se fait sans doute autour du prieuré de Saint-Sauveur, attenant à l'église paroissiale. Le quartier du Reclus (aujourd'hui le sommet du Bourg) garde la trace de ce premier emplacement sans doute fermé, aujourd'hui intégré dans la ville.
Comme dans toute la Provence, les habitants s'installent ensuite sur des hauteurs. Le quartier de La Villette est clos de remparts, ouverts à l'est par la Porte Aiguivarière, à l'ouest par la Porte Neuve. Le château delphinal domine le village : les coseigneurs de Veynes ont en effet donné la seigneurie majeure au Dauphin de Viennois. Veynes est terre allodiale, dépendant directement du Dauphin qui cède au gré de ses caprices et de ses dettes la seigneurie majeure de Veynes à ses créanciers, dont la Maison de Poitiers-Valentinois.
Le 17 novembre 1296, les Veynois obtiennent des coseigneurs une charte communale qui fixe leurs droits et obligations : libre accès à l'eau, gratuité des ventes de grain en sont deux acquis majeurs. Mais les Veynois n'exigent pas de libertés communales.
Un autre conflit oppose la communauté aux chartreux de Durbon, qui contestent la propriété de biens communaux (la montagne de Tombarel, en 1322). Mais elle n'obtient satisfaction qu'à la disparition de la chartreuse à la Révolution, soit quatre siècles et demi plus tard.
Au XIVe siècle, une communauté de Lombards se fixe dans le bourg et y ouvre un atelier de frappe des monnaies delphinales. Une communauté de juifs s'y installe également. La bibliothèque municipale de Grenoble possède un manuscrit de 1345 (Ms4376), contrat de fiançailles de Hanour et Rose de Veynes, un des très rares contrats de ce genre en Europe.
La peste de 1345 provoque un mouvement de haine antisémite et la communauté juive est exterminée à Serres.
Au XVe siècle, les guerres d'Italie amènent des passages de troupes ruineux pour la population.

### Renaissance
Au XVIe siècle, le paysage urbain est modifié en profondeur. Les deux bourgs séparés par Gleizette, le Bourg Neuf à l'est et La Villette fortifiée à l'ouest, se rejoignent. Une rue est ouverte sous le rempart : la rue Sous le Barry. C'est aujourd'hui la rue Jean-Jaurès, axe principal de circulation dans la vieille ville. Des travaux, en 2010, ont permis de retrouver la vieille calade de cette rue. La bourgeoisie veynoise y édifie d'élégantes maisons, dont l'Hôtel du Lion d'or, ornés de stucs. Les guerres de religion divisent Veynes, partagée entre catholiques et protestants : le culte protestant a été autorisé dans la cité le 22 février 1572, quelques mois avant le massacre de la Saint-Barthélemy, dans le château de La Villette. Bourgeoisie et noblesse rejoignent le camp réformé et de nombreuses escarmouches militaires se déroulent dans le bourg.
La révocation de l'édit de Nantes en 1685 entraîne l'émigration et l'exil d'une partie importante des huguenots, qui se fixent à Genève, en Suisse, en Brandebourg, à Berlin et en Hollande, y apportant leur savoir-faire et vidant Veynes d'une population active. Abraham de Patras devient gouverneur des Indes néerlandaises, André de Révillasc général en Brandebourg, Jacques de Maffé maître horloger à Genève et Salomon Jordan pasteur à Bützow, authentique colonie veynoise. Jacques Galland, un apothicaire, participe à la fondation de Bad Karlshafen, une autre colonie veynoise.
La guerre contre la Savoie de 1692 cause un autre désastre : un incendie détruit en partie le bourg. Le château de La Villette est à demi-détruit. Pendant le XVIIIe siècle, la ville peine à restaurer son économie.

### Époque moderne
La Révolution permet le partage des biens nationaux, sur lesquels on ouvre le nouveau cimetière, ce qui assainit le quartier de l'église. Veynes récupère enfin la propriété de la montagne de Tombarel. Les familles bourgeoises, désormais au pouvoir, envoient leurs enfants faire des études : un fils du pays, Jules Jean Baptiste Anglès, sert Napoléon, puis la Restauration, comme ministre de la Police[réf. nécessaire]. Son oncle Charles Grégoire, religieux défroqué, poète à ses heures, est un maire qui commence l'embellissement de la ville. Plusieurs autres enfants rejoignent l'école Polytechnique ou l'armée : le colonel Mounier, le général Corréard[réf. nécessaire].
L'insurrection de 1852 contre Louis Napoléon Bonaparte mobilise une société secrète républicaine, la Nouvelle Montagne, trop peu nombreuse pour inquiéter le nouveau régime, mais les chefs sont condamnés à de lourdes peines.
L'arrivée du chemin de fer en 1875, grâce à l'ingénieur Adrien Ruelle, donne un nouvel essor à la ville. La ligne de Lyon à Marseille (via Grenoble) du PLM y fait un rebroussement, ce qui amène la compagnie à y établir un important dépôt de locomotives. La construction d'une ligne Livron - Aspres-sur-Buëch en provenance de Valence, et le prolongement de ces lignes vers Gap puis Briançon, constituant ce qu'on appela l'« Étoile de Veynes », font de la gare de Veynes le point central du trafic ferroviaire des Alpes du sud. Une fraction importante de la population vit alors de l'activité ferroviaire. La Maison Aurouze, aujourd'hui devenue HLM, rue Jean-Jaurès, est le premier logement social destiné aux familles cheminotes. Bâtie dans l'ancien Hôtel du Lion d'Or, dont elle garde des stucs fin Renaissance, elle arbore aussi les symboles L et A, où certains voient les initiales de Louis Aurouze ou l'équerre et le compas maçonniques, Aurouze étant un incorrigible anticlérical.
De ce passé, la commune a gardé le surnom de « Veynes la Rouge » en raison de l'engagement politique des nombreux cheminots habitant la ville. Les noms de rues témoignent encore : Jean-Jaurès, Henri-Barbusse, Robespierre. Ce sont les frères Marius et Léon Cornand qui ont organisé la gauche veynoise, fondant la Libre Pensée. Léon devient avant la Première Guerre mondiale maire, député et conseiller général. Après la guerre, il est élu au Sénat et meurt en 1929.

### Époque contemporaine
Le déclin de l'activité ferroviaire dans les années 1970 prive la ville de centaines d'emplois et l'oblige à une reconversion difficile. Elle se tourne vers l'énergie solaire en 1976 et organise chaque année à partir de 1977 les Fêtes solaires. En 1981, Veynes était la ville la plus solarisée de France, grâce à l'activité conjuguée de la commune (particulièrement de Madeleine Roux, le maire adjoint), de l'entreprise STA Veynes et de l'Association d'Étude de l'énergie solaire. Lors des Fêtes solaires, on croisait ingénieurs, inventeurs, journalistes. On parle de Veynes dans Newsweek, dans un journal de Hong Kong et dans la totalité de la presse française. Pour Hara-Kiri Hebdo, le dessinateur Jean-Marc Reiser, chronique le festival du film sur l'énergie solaire de 1981 dans le  numéro du 19 août 1981. En 1983, l'élection de Daniel Chevallier (PS) au conseil général et la mairie entraîne l'arrêt de l'expérience.
sources : Christine Roux, Histoire de Veynes ; L'Étoile de Veynes, éditions ferroviaires ; Association d'Étude de l'Énergie solaire, archives dép. des Hautes-Alpes.
1. Fonds d'archives des livres de Charité de Genève, Berlin (Französicher Dom), Amsterdam (archives de l'Eglise réformée) cités in Christine Roux, Histoire de Veynes.
2.Catalogue du premier festival du film solaire (1981).Visite guidée des installations solaires de Veynes, émission de Kit Graas, réalisation Edi Devin, RTL
Veynes, cité solaire, Michel Leclère pour l'émission Ressources de TF1, réalisation Jean-Louis Lepasset, 1982

## Politique et administration

### Tentative de privatisation de l'eau
En 1989, la privatisation des services eau-assainissement provoque une mobilisation populaire avec plus de 300 recours devant le tribunal administratif de Marseille, rédigés par Étienne Tête en 1990, un boycott organisé des paiements à la CGE. Avant que le TA n'annule l'affermage, sur des motifs de droit, le maire Daniel Chevallier avait déjà cédé sur le plan politique et était revenu en régie municipale.
En 1993, Die Wasserändler, un documentaire sur "l'affaire de l'eau" est réalisé par la journaliste allemande Suzanne Sterzenbach (de) pour la ZDF. La mobilisation est jugée exemplaire d'une mobilisation collective pour défendre un bien naturel, l'eau, dans des années où la conscience écologique commence à poindre.

### Intercommunalité
Veynes est le siège de la communauté de communes Buëch Dévoluy. À partir du 1er janvier 2017, cette communauté de communes portera le même nom et conserve son siège dans cette commune (arrêté préfectoral du 21 octobre 2016).

## Population et société

### Démographie
L'évolution du nombre d'habitants est connue à travers les recensements de la population effectués dans la commune depuis 1793. Pour les communes de moins de 10 000 habitants, une enquête de recensement portant sur toute la population est réalisée tous les cinq ans, les populations de référence des années intermédiaires étant quant à elles estimées par interpolation ou extrapolation. Pour la commune, le premier recensement exhaustif entrant dans le cadre du nouveau dispositif a été réalisé en 2004.

En 2022, la commune comptait 3 244 habitants, en évolution de +2,63 % par rapport à 2016 (Hautes-Alpes : +0,4 %, France hors Mayotte : +2,11 %).
| 1793  | 1800  | 1806  | 1821  | 1831  | 1836  | 1841  | 1846  | 1851  |
| ----- | ----- | ----- | ----- | ----- | ----- | ----- | ----- | ----- |
| 1 750 | 1 805 | 1 781 | 1 768 | 1 855 | 1 890 | 1 852 | 1 840 | 1 803 |

| 1856  | 1861  | 1866  | 1872  | 1876  | 1881  | 1886  | 1891  | 1896  |
| ----- | ----- | ----- | ----- | ----- | ----- | ----- | ----- | ----- |
| 1 600 | 1 590 | 1 662 | 1 706 | 1 735 | 1 688 | 2 012 | 2 003 | 2 185 |

| 1901  | 1906  | 1911  | 1921  | 1926  | 1931  | 1936  | 1946  | 1954  |
| ----- | ----- | ----- | ----- | ----- | ----- | ----- | ----- | ----- |
| 2 341 | 2 358 | 2 460 | 2 393 | 2 688 | 3 045 | 3 299 | 3 485 | 3 415 |

| 1962  | 1968  | 1975  | 1982  | 1990  | 1999  | 2004  | 2006  | 2009  |
| ----- | ----- | ----- | ----- | ----- | ----- | ----- | ----- | ----- |
| 3 474 | 3 578 | 3 330 | 3 178 | 3 148 | 3 093 | 3 202 | 3 164 | 3 166 |

| 2014  | 2019  | 2022  | - | - | - | - | - | - |
| ----- | ----- | ----- | - | - | - | - | - | - |
| 3 151 | 3 216 | 3 244 | - | - | - | - | - | - |

### Enseignement
Veynes dépend de l'académie d'Aix-Marseille. Les élèves de la commune commencent leur scolarité à l'une des deux écoles maternelles du village, accueillant 41 et 79 enfants. Ils poursuivent leur étude à l'école primaire du village, qui regroupe 197 enfants, puis au collège François-Mitterrand. Ils ont ensuite la possibilité de continuer au lycée professionnel Pierre-Mendès-France.

## Économie
Ville de passage, donc ville commerçante, Veynes a somnolé[évasif] jusqu'au XIXe siècle avec une économie fondée sur un artisanat de la laine et du cuir (mégisserie), une agriculture aux débouchés locaux et régionaux.
Adrien Ruelle, directeur de la construction au PLM. choisit à la fin du XIXe siècle Veynes comme lieu de croisement des voies de Marseille, Livron, Grenoble et Briançon[réf. nécessaire]. La première voie, Marseille - Veynes, fut achevée en 1875. La construction d'un dépôt de réparation compléta les installations de la gare et Veynes devint une cité du rail jusqu'à l'abandon de la vapeur[Quand ?]. 700 familles de cheminots vivaient à Veynes dans les grandes années du rail. Les trains servirent en outre à exporter les produits locaux, dont les pommes et poires (particulièrement la poire Curé, envoyée jusqu'en Afrique du Nord), ou aida aussi à la transhumance ovine.
En 1976, la commune de Veynes, sous l'impulsion de son maire adjoint Madeleine Roux, choisit comme nouveau mode de développement l'énergie solaire[réf. nécessaire]. Laboratoire d'idée et de créations, Veynes devint alors la ville la plus solarisée de France. Une entreprise, la STA Veynes, fabricante de capteurs solaires plats, solarisa ainsi des bâtiments municipaux (piscine + collège) et privés (serres horticoles, maisons individuelles). Au même moment, une association, l'Association d'étude de l'énergie solaire, organisait des fêtes solaires où se croisaient ingénieurs, inventeurs, mais aussi troupes de théâtre et musiciens. On y vit fréquemment le dessinateur Reiser et le chanteur Julos Beaucarne. En 1981, un festival du film solaire obtint un succès international[Lequel ?], avec des films français, américains, britanniques et japonais.
Le changement d'élus à la mairie en 1983 entraina un arrêt immédiat de l'expérience et le démantèlement des équipements publics[réf. nécessaire].
Veynes aujourd'hui a une économie fondée sur de petites entreprises, une timide ouverture au tourisme et une agriculture traditionnelle. La fabrication d'eau-de-vie de poire en a été l'un des fleurons[pourquoi ?].

## Culture locale et patrimoine

### Lieux et monuments
- L'hôtel de ville (château de La Villette, XVe siècle), la porte de ville et la tour.
- La place Adrien-Ruelle et sa fontaine : anciennement place Grenette (place aux grains), sur l'emplacement de l'ancienne porte Ayguière ou Eyguière (porte de l'eau) ; la fontaine y fut installée en 1687 ; devenue « place de l'Égalité » pendant la Révolution, elle a reçu en 1887 le nom du bienfaiteur de la ville.
- Le « chemin romain », qui longe le village au nord-est, tronçon de la « Voie des Alpes », embranchement de la Voie Domitienne vers la vallée du Rhône par la vallée de la Drôme. Il a servi de route vers Gap jusqu'à l'ouverture par Trudaine d'une route dans la plaine, au milieu du XVIIIe siècle.
- La gare, ancien centre de l'« étoile » ferroviaire de Veynes (lignes vers Marseille, Valence, Grenoble et Briançon).
  - La « maison des communes » : ancien hôtel particulier du XVIIe siècle, ancienne demeure de la famille du Clos, devenu école puis transformé en immeuble pour les employés du chemin de fer par Adrien Ruelle fils. Elle abrite aujourd'hui la communauté de communes Buëch Dévoluy.
- Le lavoir, à l'entrée est du village, et sa fontaine alimentée jusqu'en 1914 par les eaux de la Gerle.
- La fresque du PLM, sur un mur aveugle face à la rue Jean-Jaurès, et une fresque murale dans les escaliers du passage du Barry.
- L'église Saint-Sauveur est citée au XIe siècle. Elle est de style roman. Elle a été détruite lors des guerres de Religion, sauf le clocher, qui fut refait en 1884. L'ensemble a été rénové en 1962. Jusqu'en 1789, le cimetière jouxtait l'église avant d'être déplacé à son emplacement actuel[40]. Un cimetière protestant jouxtait le cimetière catholique. Sur la porte du clocher, des graffiti (datés de 1885) portent les noms de militants anticléricaux (Roux, Aubert). Les deux cloches, Sauveterre et Durbon sont antérieures à la Révolution.
- Chapelle du Petit-Vaux
- Chapelle Notre-Dame-de-Pitié-et-Saint-André de Veynes.
- Chapelle Saint-Jacques, Saint-Philippe-et-Sainte-Lucie de Glaise.
- Chapelle Saint-Jean de Châteauvieux.
- Chapelle Saint-Marcellin de Saint-Marcellin.

La municipalité de Veynes a placé auprès de la plupart de ces monuments ou curiosités des panneaux explicatifs.

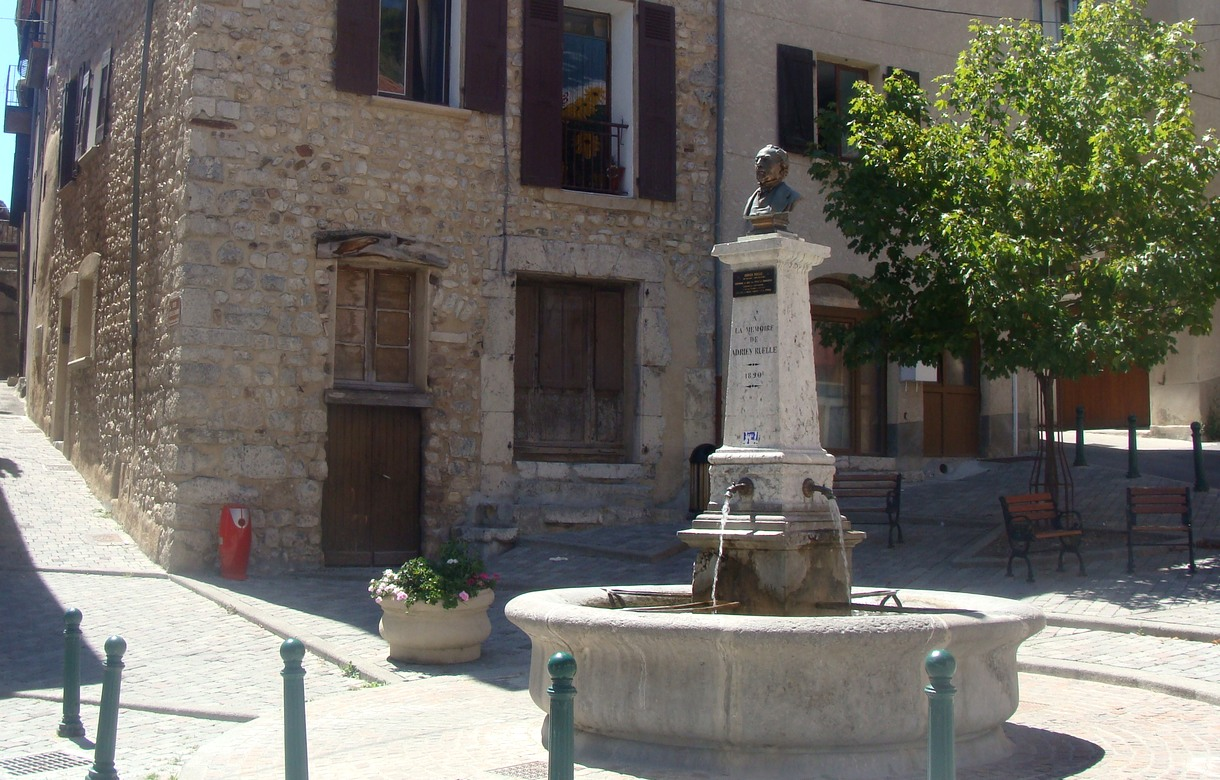
La place Adrien-Ruelle.
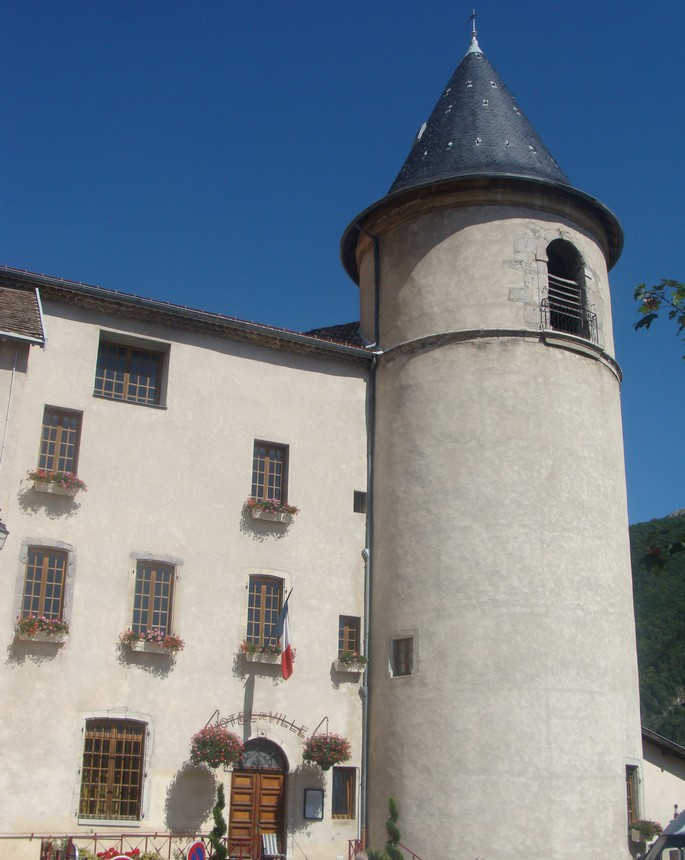
L'hôtel de ville.
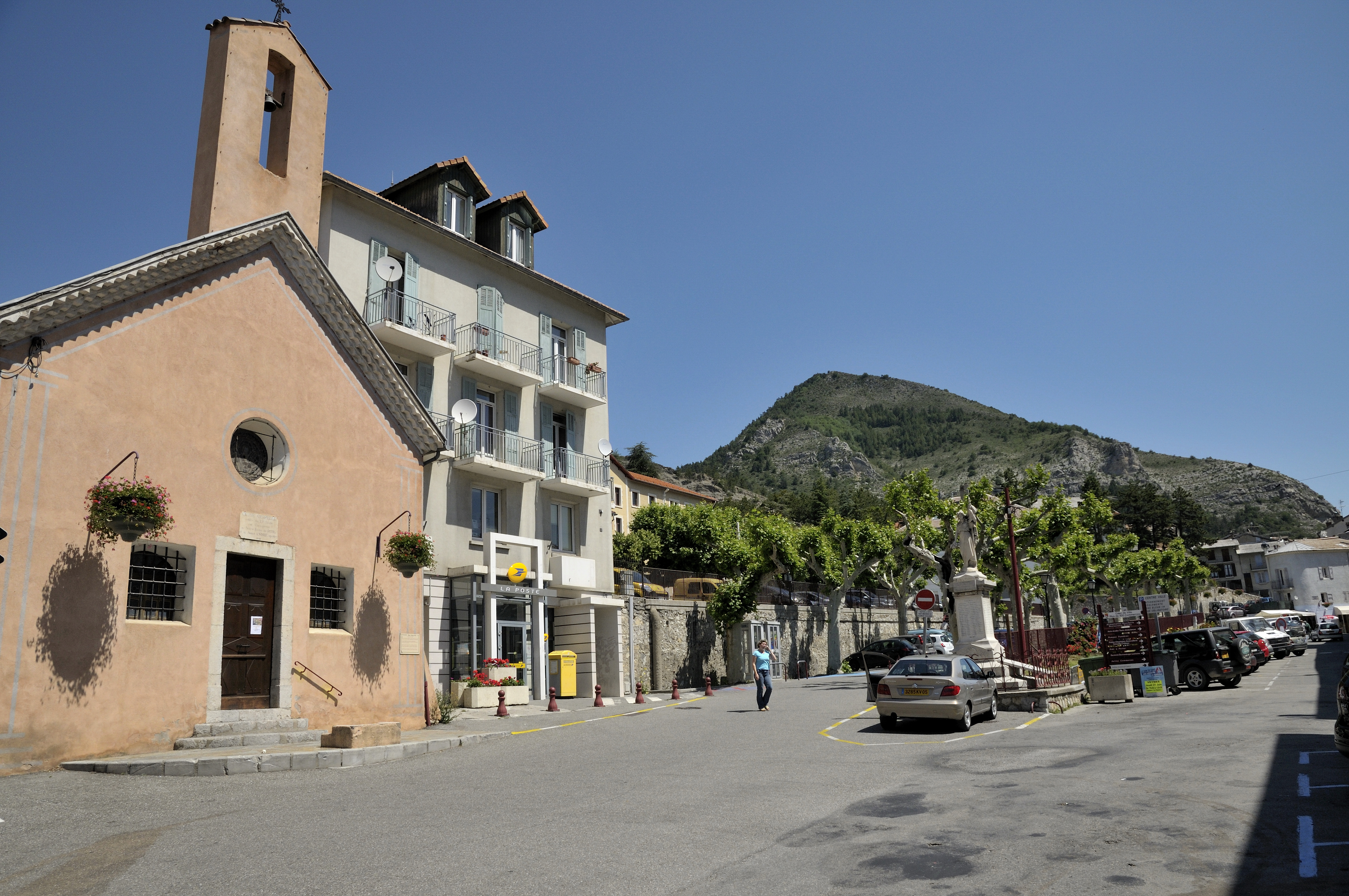
Place du monument aux morts.
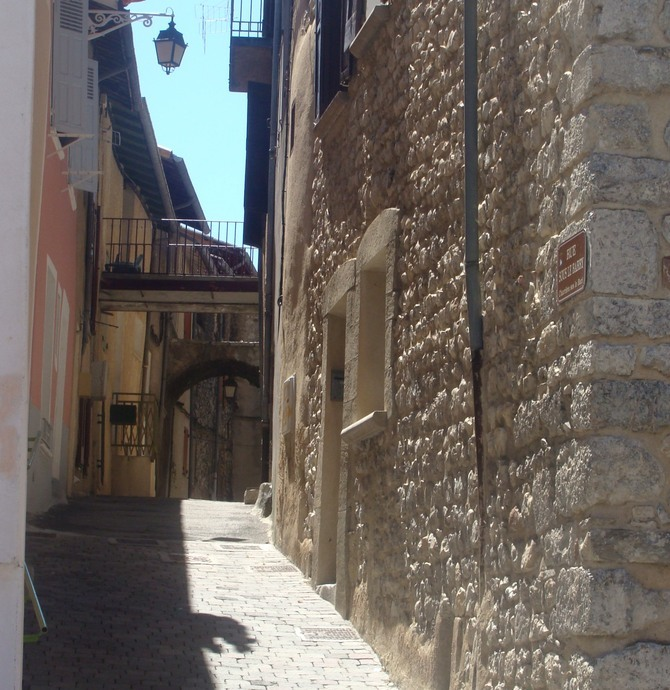
Vieilles maisons.
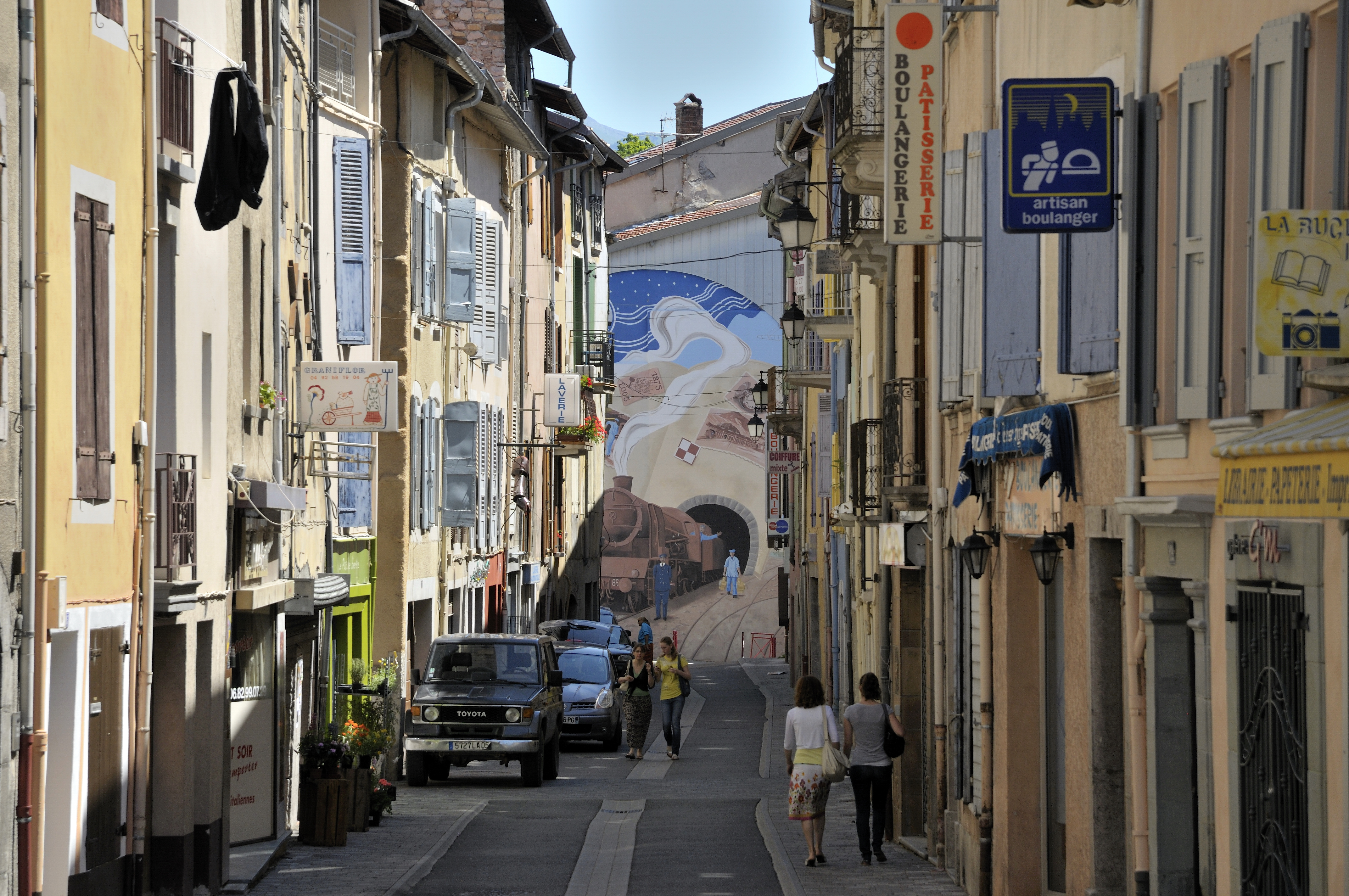
Fresque du PLM.
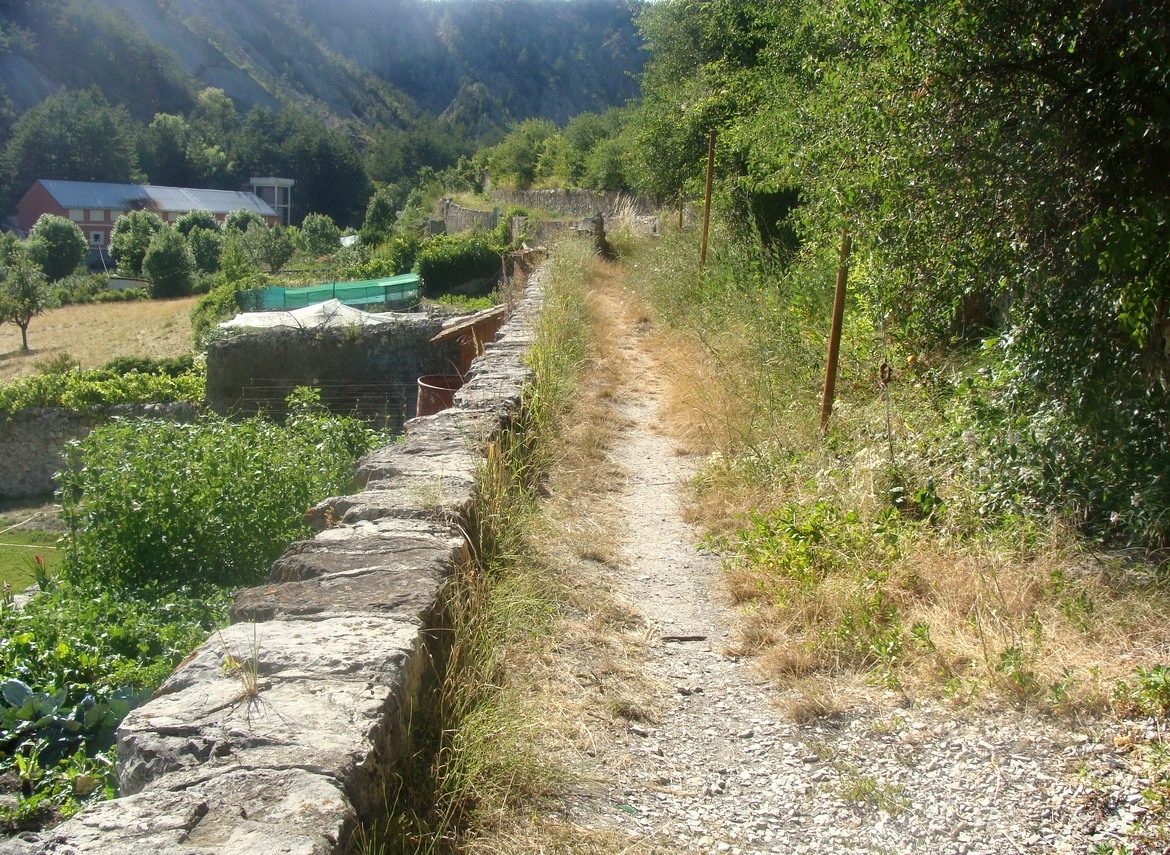
Le « chemin romain ».

### Personnalités liées à la commune
- Jean-François Anglès (° 1736 - † 1823), né à Veynes, député des Hautes-Alpes et premier président de la cour royale à Grenoble, y est décédé.
- André Pinchinat, né le 29 janvier 1753 à Veynes, fut député à la Législative en septembre 1791.
- Adrien Ruelle, né à Gap le 20 juin 1815, mort à Paris le 28 octobre 1887, ingénieur en chef des Ponts et chaussées, directeur de la construction à la compagnie du PLM, fut le créateur de l'« étoile » ferroviaire de Veynes. Sa statue domine la fontaine de la place qui porte son nom.
- Léon Cornand, figure de la vie politique locale (1876 - 1929). Tout jeune, il a géré avec son frère Marius le Café du Peuple, rue Jean-Jaurès, où se tenaient les réunions de l'extrême-gauche et qui accueillit Alexandre Zévaès, député de l'Isère, et aussi Jules Guesde. Homme politique d'exception, franc-maçon, volontiers anticlérical, militant acharné, Léon Cornand adhère au parti radical. Il conquiert la mairie en 1912. Il sera aussi conseiller général, député des Hautes-Alpes puis sénateur[21].
- Paulette Isaïa (1911-2010), née à Veynes, militante communiste et personnalité régionale de la Résistance intérieure française.
- Charles Grégoire Anglès (1753-1834), député des Hautes-Alpes, né et décédé à Veynes
- Louis Labeyrie, joueur de basketball, a habité à Veynes pendant sa jeunesse.

### Héraldique
| Blason de Veynes | Blason  | De gueules à une tour d'argent ajourée, maçonnée et crénelée de cinq pièces de sable, senestrée d'un avant-mur aussi d'argent, ouvert, ajouré, maçonné et crénelé de quatre pièces de sable, le tout posé sur une terrasse de sinople. |
| Blason de Veynes | Détails | Le statut officiel du blason reste à déterminer. |